# 디블로킹 필터
디블로킹 필터(영어: Deblocking filter)는 블록 부호화 기술이 사용될 때 매크로블록 사이에 형성되는 날카로운 모서리를 부드럽게 만들어 영상 품질과 예측 성능을 향상시키기 위해 디코딩된 영상 속 블록에 적용되는 영상 필터이다. 디블로킹 필터는 디코딩된 화상의 질을 향상시키는 것을 목적으로 한다. 이 기술은 마이크로소프트VC-1 코덱과 H.264 코덱의 사양에 포함되어있다.

## 참고
- H.264 : Advanced video coding for generic audiovisual services - subclause 8.7 "Deblocking filter process"
- Peter List et al., Adaptive Deblocking filter, IEEE Trans. on Circuits and Systems for Video Technology, Vol 13, No. 7, July 2003